# W49

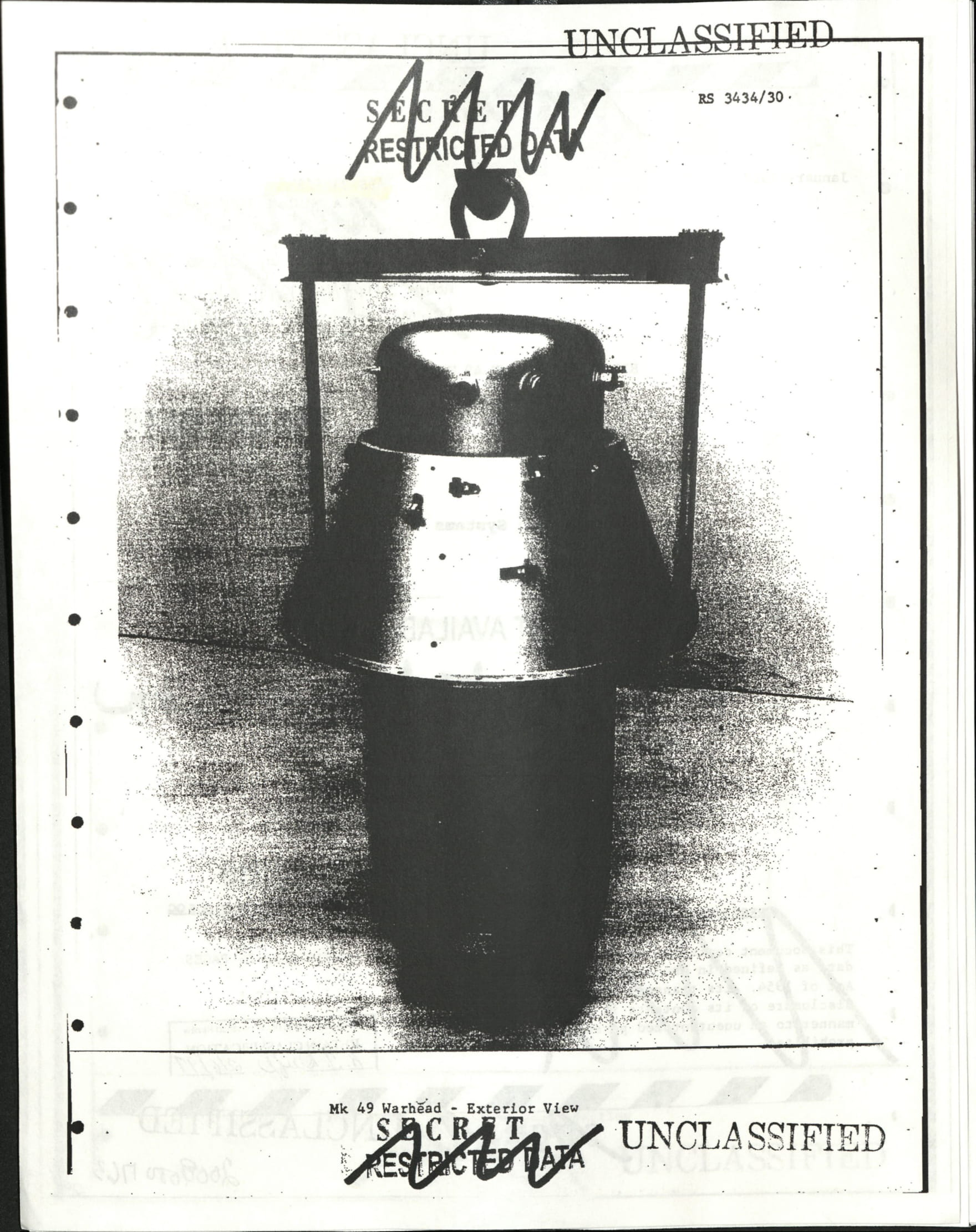

W49는 미국의 열핵탄두이다.

## 역사
W49 열핵탄두는 PGM-17 토르, SM-65 아틀라스, PGM-19 주피터, HGM-25A 타이탄 I 탄도 미사일에 사용되었다. 1958년부터 1963년까지 생산했다. 1975년까지 몇발을 보유했었다.
의회 보고서에는 "B28/W49" 라고 적혀 있어서, B28 핵폭탄과 W49는 같은 수소폭탄으로 보인다. 직경 20 인치 (51 cm), 길이 54-58 인치 (137-147 cm), 무게 1,640-1,680 파운드 (744-762 kg), 폭발력 1.44 메가톤이다.

## 같이 보기
- KN-22 열핵탄두
- 스타피시 프라임